# Momotarō: Umi no Shimpei
Momotarō: Umi no Shimpei (jap. 桃太郎 海の神兵, dt. „Momotarō: Göttlicher Krieger des Meeres“) ist ein Anime-Propagandafilm aus dem Jahr 1945. Er war der erste japanische Trickfilm in Spielfilmlänge. Zielgruppe des Films waren Kinder, wie auch die Protagonisten Kinder beziehungsweise junge Tiere sind.

## Handlung
Auf dem japanischen Land sind ein Bärenjunges, ein Affe, ein Welpe und ein Fasan in Marineuniform unterwegs. Die Tiere haben ihre militärische Ausbildung abgeschlossen und wollen sich vor dem Ausschiffen verabschieden. Der kleine Affe spielt mit der Barettmütze des Bruders, die weggeweht wird und in einen Fluss fällt. Bei dem Versuch, sie wiederzuholen, droht der kleine Affe einen Wasserfall hinuntergeschwemmt zu werden. Durch eine gemeinsame Aktion aller Tiere gelingt seine Rettung. Der Affe beobachtet im Wind fliegende Löwenzahnsamen, die ihn an seinen bevorstehenden Einsatz erinnern.
Auf einer Pazifikinsel erbauen Marinesoldaten, in Gestalt von Hasen dargestellt, einen Flugplatz. Dazu werden auch allerlei „einheimische“ Tiere, etwa Elefanten, Nashörner, Hirsche, Kängurus und Eichhörnchen, eingesetzt. Unmittelbar nach Fertigstellung der Startbahn und des Hangars treffen Transportflugzeuge unter Führung des Kommandanten Momotarō ein. Unter den Truppen sind auch die vier Tiere von Beginn. Die Tiere, welche Japaner verkörpern, sind aufgeweckte, intelligente und gutaussehende Wesen, während die Insulaner zwar freundlich, aber doch etwas beschränkt und einfältig sind. Daher folgt die Erfüllung der „Kulturmission“, indem ein uniformierter Hund versucht, den „unzivilisierten“ Tieren Japanisch beizubringen. Das Ganze geht jedoch in Grunzen, Wiehern und Schnattern unter, bis der Bär seine Mundharmonika hervorholt und der Affe das Kindergartenlied A-I-U-E-O anstimmt. Mit jeder Strophe kommt ein neues Instrument hinzu, bis schließlich die ganze Insel von dem Lied widerhallt. Es folgt eine Darstellung des Lagerlebens mit Waschtag, Essenkochen, Empfang von Post aus der Heimat, sowie athletisch-militärische Übungen.
Schließlich erreicht ein Aufklärungsflugzeug das Lager und bringt Luftaufnahmen einer britischen Basis. Nun wird ein Angriff vorbereitet; der Affe, das Bärenjunge und der Welpe gesellen sich zu den Fallschirmjägern, während der Fasan einen Begleitjäger des Geschwaders fliegen wird. Es folgt die Erläuterung der Notwendigkeit der „Befreiung“ Niederländisch-Indiens. Verschlagene Europäer, die in Wahrheit Piraten sind, schmeicheln sich beim ostindischen Herrscher ein und zwingen sein Land mit Waffengewalt unter ihre Herrschaft. Eine alte Steintafel im Dschungel prophezeit: „In einer mondbeschienenen Nacht wird unser Retter rittlings auf einem weißen Pferd aus dem Norden kommen. Göttliche Waffen handhabend, kommt er gewiss, unsere Rasse zu befreien“.
In der Morgendämmerung werden die Flugzeuge startklar gemacht und heben zum Angriff ab. Nachdem ein Taifun mit heftigem Regen überstanden ist, kommt die feindliche Militärbasis in Sicht. Die Fallschirmjäger springen ab und nach kurzem, heftigem Kampf wird die britische Festung genommen und Momotarōs Truppen erobern ein riesiges Waffenarsenal. In den anschließenden Verhandlungen versuchen sich die mit Hörnern auf dem Kopf als Dämonen (Oni) gekennzeichneten britischen Offiziere um die Unterzeichnung der Kapitulation herumzudrücken, bis Momotarō sie in gebieterischem Ton zur bedingungslosen Anerkennung ihrer Niederlage zwingt. Der Film endet mit dem Eintreffen der Siegesmeldung in der Heimat. Nun trainieren die Tierkinder spielerisch für künftige Militäreinsätze, und der kleine Bruder des Affen wagt es, wie ein Fallschirmspringer vom Baum zu hüpfen. Er landet auf einer Karte Amerikas und stampft siegesgewiss mit dem Fuß auf.

## Produktion und Veröffentlichung

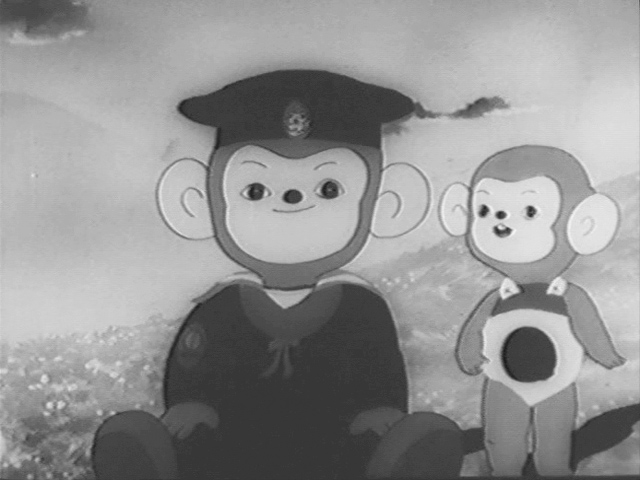
Szene aus dem Film

Der Erfolg von Mitsuyo Seos Zeichentrickfilm Momotarō no Umiwashi (桃太郎の海鷲), der am 25. März 1943 Premiere hatte, bewog die Kaiserliche Marine Japans, einen weiteren, doppelt so langen Zeichentrickfilm in Auftrag zu geben, der die Luftlandeoperationen im Zuge der Invasion von Niederländisch-Indien zum Thema haben sollte. Bei den Luftlandeoperationen waren zwar erhebliche Verluste zu verzeichnen, doch wurden sie von der Kriegspropaganda als große militärische Erfolge gefeiert. Die Produktion war, wie auch die des Vorgängerfilms, auch durch den abendfüllenden, chinesischen Trickfilm Tiě shàn gōngzhǔ (chinesisch 鐵扇公主 / 铁扇公主 – „Kaiserliche Prinzessin Eisenfächer“) von 1941 motiviert. Die japanische Propaganda sollte zeigen, dass auch Japan im Stande ist einen abendfüllenden Film zu produzieren. Während das bei Momotarō no Umiwashi zwar so behauptet aber nicht wirklich gelungen war, wurde mit Umi no Shimpei die Länge des chinesischen Vorbilds gerade um eine Minute übertroffen.
Die Filmfirma Shōchiku Dōga Kenkyūsho begann die Produktion des Films unter der Regie von Mitsuyo Seo mit 50 Personen und erhielt ein Budget von 270.000 Yen. Dank der Bereitstellung erheblicher finanzieller und personeller Mittel konnte es sich Seo leisten, mit modernster Technik zu experimentieren. Er verwendete als erster japanischer Filmregisseur die 1933 von Ub Iwerks (1901–1971) entwickelte und von Walt Disney (1901–1966) in verfeinerter Form ab 1937 verwendete Multiplancamera. Tadahito Mochinaga hatte bereits 1941 für Seos Film „Ameisenjunge“ (Ari-chan) die erste japanische Multiplancamera mit vier Ebenen konstruiert und bereits bei Momotarō no Umiwashi mitgewirkt. Die Bildhintergründe wurden auf Glasplatten gemalt und in die Tiefe gestaffelt aufgenommen. Durch unterschiedliche zeitliche Verschiebung der Bilder in verschiedenen Ebenen ließ sich der Eindruck von Räumlichkeit erzielen. Als Komponist wurde Yuji Koseki (1909–1989) verpflichtet, der seit 1931 für Nippon Columbia Records in Tōkyō tätig war. Einige Mitarbeiter am Film begleiteten die japanische Marine bei einigen Einsätzen, um die Abläufe auf dem Schiff und im Einsatz realistisch darstellen zu können. Außerdem wurden Kriegs-Realfilme der Zeit als Vorbild genommen und standen im Fall des Films Sora no Shimpei (1942) auch Pate für den Filmtitel.
Es wurde ein Jahr und zwei Monate an dem Film gearbeitet, der Stab teilte sich dabei in drei Gruppen, von denen eine für den Anfangsteil des Films verantwortlich war, eine andere für die Inselszenen und eine für den Schlussteil des Films. Zum Zeitpunkt der Fertigstellung des Films im März 1945 hatte sich die Mitarbeiterzahl allerdings auf die Hälfte reduziert, da die Männer zur Armee und die Frauen in die Munitionsproduktion abkommandiert worden waren. Unmittelbar darauf musste Shōchiku wegen Rohstoffmangels schließen, und das Studio brannte bei einem Luftangriff im Mai 1945 vollständig aus. Neben der üblichen Cel-Animation enthält der Film auch eine Szene, die mit Scherenschnitten animiert wurde. Am Ende umfasste der Film eine Laufzeit von 74 Minuten auf neun Filmrollen.
Die Premiere in Japan war am 12. April 1945. Wegen des fortgeschrittenen Krieges, der auch viele Kinos zerstörte und die Bevölkerung auf das Land trieb, wurde der Film nur noch von relativ wenigen Kinogängern gesehen. Die Kopien des Films wurden auf Anweisung des Regisseurs zusammen mit anderen Kriegsfilmen vernichtet. Momotarō Umi no Shimpei wurde auf diese Weise zu einem „Geisterfilm“, den nach der Uraufführung kaum jemand gesehen hatte. Erst 1983 entdeckte man eine Negativkopie, die im folgenden Jahr von Shōchiku als Videokassette auf den Markt gebracht wurde. So wurde der Film erstmals einem breiteren Publikum bekannt.

## Analyse und Bewertung
Laut Günther Oestmann besitzt der Film trotz der Propaganda gewisse künstlerische Qualitäten, und Seo entwickelte das Genre des japanischen Animefilms weiter. Mit der Multiplancamera gelang eine besonders realistische und effektvolle Darstellung von Landschaften und Flugszenen in Wolkenbänken. Auf die genaue Wiedergabe technischer Details legte Seo großen Wert, und der zur Landeoperation verwendete Flugzeugtyp (Mitsubishi G3M Chukō Typ 96) ist eindeutig identifizierbar. Auch wurde für eine qualitativ hochwertige, der Handlung angepassten Filmmusik gesorgt, die bis heute anspruchsvolle Animefilme kennzeichne. Komponist Koseki gelangte nach dem Krieg zu internationalem Ruhm; er schrieb unter anderem die Musik für den Monsterfilm „Mosura“ (1961) und den Marsch für die Olympischen Spiele in Tōkyō 1964.
Nach Daniel Kothenschulte diente der Film vor allem der Werbung für den Kriegseinsatz. Stilistisch falle der Film in zwei Teile, die Handlung auf dem Land und die Vorbereitung und Durchführung des Angriffs auf den britischen Stützpunkt. Dabei komme der Film jedoch nicht an vergleichbare Disney-Filme aus dieser Zeit oder das chinesische Vorbild Tieshan Gongzhu heran. Die Animationen, teils naturalistisch, teils anatomisch inkorrekt, passten nicht zueinander. Dennoch zeige der Film eine für die Anforderungen des Propagandafilms gelungene Steigerung des Tempos zum Schluss hin.
Laut Jonathan Clements ist eine zentrale Szene des Filme der Gesang des Kindergartenlieds A-I-U-E-O, die zum Mitsingen des jungen Publikums inszeniert wurde. Sie ist damit Höhepunkt einer Entwicklung des japanischen Animationsfilms dieser Zeit, in dem immer häufiger und ausgefeilter solche Mitsingszenen eingesetzt wurden. Auch nennt er Umi no Shimpei den in Animation, Drehbuch und Unterhaltungswert deutlich besseren Film als den Vorgänger. Es sind also deutliche Fortschritte im japanischen Animationsfilm dieser Zeit festzustellen, die jedoch durch den Krieg kaum noch ihr Publikum fanden. Ungeachtet des geringen Erfolgs blieb der Film bis zur Premiere von Erzählung einer weißen Schlange 1958 die größte Errungenschaft des japanischen Animationsfilms.

## Auswirkungen
Der Film war nach eigener Aussage von Osamu Tezuka eine der wesentlichen Inspirationen, die ihn dazu führten, Mangaka zu werden und später auch Trickfilme zu produzieren.